# Alex Greenwald

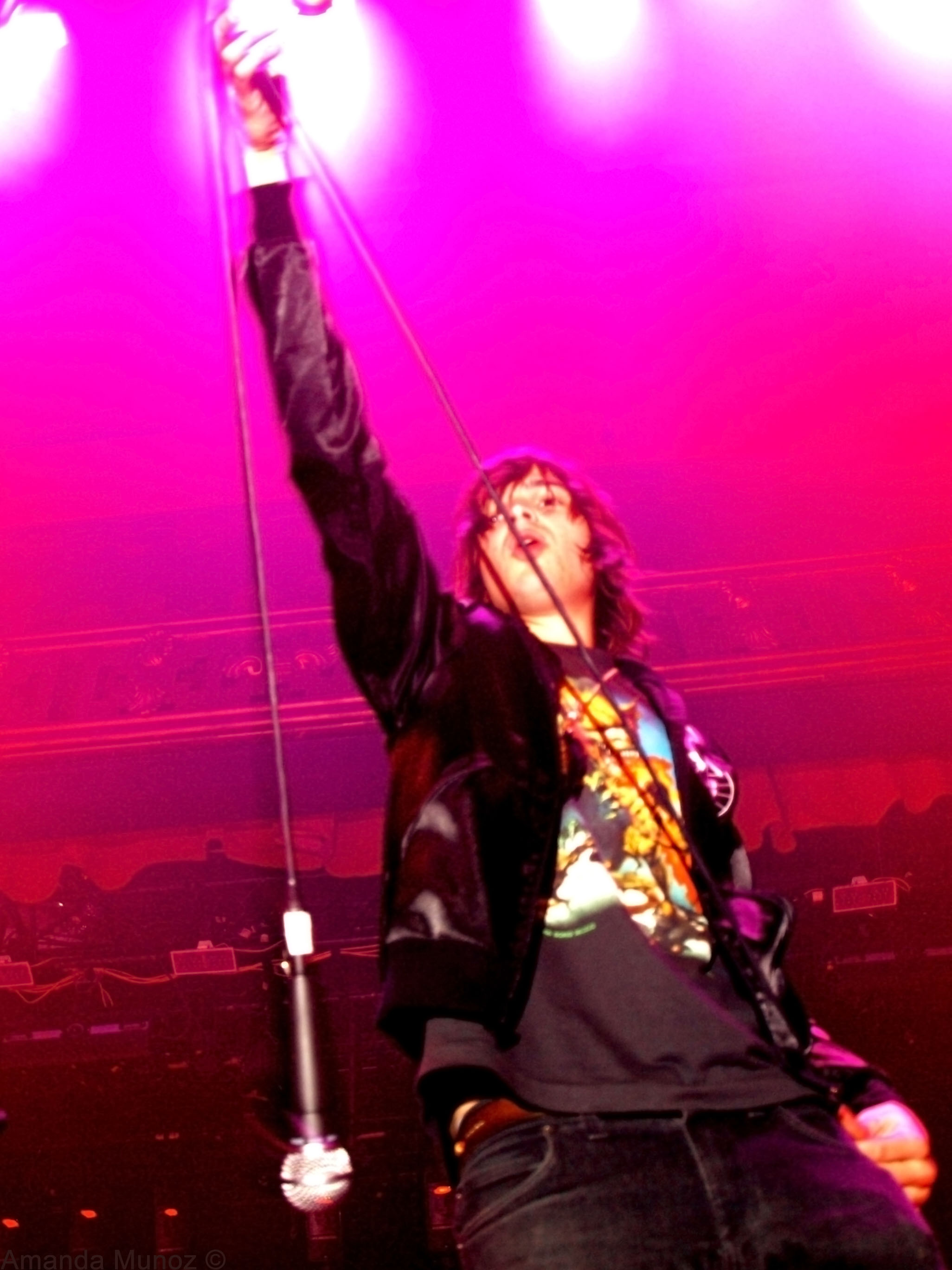
Alex Greenwald med Phantom Planet, 2008.

Alexander "Alex" Greenwald, född 9 oktober 1979 i Los Angeles, Kalifornien, är en amerikansk sångare och skådespelare. 
Alex Greenwald har varit sångare i bandet Phantom Planet. Han har också jobbat som skådespelare (Donnie Darko, 2001) och modell (Gap).

## Filmografi
- 1993 – The Halloween Tree (TV-film)
- 1993 – Recycle Rex
- 1994 – A Pig's Tale
- 1994 – No Dessert, Dad, till You Mow the Lawn
- 1998 – Sabrina tonårshäxan (TV-serie)
- 2001 – Donnie Darko
- 2005 – Bad News Bears

## Diskografi
Soloalbum
- 2014 – Yo

Album med Phantom Planet
- 1998 – Phantom Planet Is Missing
- 1998 – Polaroid
- 2002 – The Guest
- 2004 – Negatives
- 2004 – Negatives 2
- 2004 – Phantom Planet
- 2008 – Raise the Dead

Album med Blackblack
- 2006 – Blackblack

Album med JJAMZ
- 2012 – Suicide Pact

Album med Phases
- 2015 – For Life